# 和歌山市立東和中学校
和歌山市立東和中学校（わかやましりつ とうわちゅうがっこう）は、和歌山県和歌山市杭ノ瀬（くいのせ）にある公立中学校。

## 沿革
1947年（昭和22年）
- 5月3日 - 「和歌山市立東和中学校」開校式を和歌山市立宮前小学校の講堂で行う。
- 5月5日 - 授業開始。
- 7月20日 - 校訓、校章を制定。
- 9月1日 - 校歌を制定。

## 校章
「中」と「東」を組み合わせて抽象化したもの。

## 通学区域
学区は、和歌山市立宮前小学校の校区である。

## 通学区域が隣接している学校
- 和歌山市立東中学校
- 和歌山市立日進中学校
- 和歌山市立城東中学校
- 和歌山市立西和中学校
- 和歌山市立西浜中学校
- 和歌山市立明和中学校